# 学校じゃ教えられない!
『学校じゃ教えられない!』（がっこうじゃおしえられない）は、2008年7月15日から9月16日まで、毎週火曜日の22:00-22:54（JST）に日本テレビの「火曜ドラマ」枠で放送された深田恭子主演の学園ドラマ。

## 概要
主演の深田恭子は『未来講師めぐる』以来2クールぶりの連ドラ主演で、同局での連続ドラマ主演は2002年の『リモート』以来、約6年振りとなる。谷原章介との共演は『幸せになりたい!』と『山おんな壁おんな』に続けて3度目である。また、この枠としては6作目にして初めて、連続ドラマ主演の経験がある俳優、女優の単独主演となった。同局における火曜22時台の連続ドラマでは、かつて「火曜劇場」枠で放送された『愛のA・B・C・D』（1980年11月 - 1981年1月放映）と同様の性教育的な内容が含まれている。
キャッチコピーは「青春から、逃げるな!」。

## あらすじ
50年の歴史がある名門女子高だったが、少子化の影響で男子5人が入学することになる。女子高のOGで英語教師の相田舞（深田恭子）は、この5人を社交ダンス部に半ば強制的に入部させる。また、それぞれ問題を抱えている女子5名も入部することになった。一方、校長代理の影山盟子（伊藤蘭）や校長の氷室賢作（谷原章介）は学校にメリットがなければ社交ダンス部存続には反対だという。社交ダンス部存続に向けての相田の奮闘が始まる。

## キャスト
相田 舞（あいだ まい）
演 - 深田恭子
主人公。3年目の英語教師。ディズニー大好き。口癖は「夢・友情・愛」。
プロポーズ大作戦がきっかけで結婚し、社交ダンスをしていた両親のもとに生まれるが、二人は舞が高校生の時に信号無視の事故で他界。
友達のような教師でありたいと願い、生徒からは「舞ちゃん」と呼ばれている。男子にも中性的な立場で接する。
氷室 賢作（ひむろ けんさく）
演 - 谷原章介
校長を務めるが生徒の前に姿を現すことは無い。常に学校の利益を考えて決断を下す実利主義者だが、舞には「根は生徒想いの人」と思われる。
第8話で、舞の起こした問題等の責任を取って校長を辞任したが、翌年、新任の英語教師として灯愛高校に復帰した。
横山 永璃（よこやま えり）
演 - 仲里依紗
叶夢のパートナー。LOVE ADDICTで、好きな人が日替わりで変わる。
水木 一樹（みずき かずき）
演 - 中村蒼
瞳のパートナー。家族は母（演：中島ひろ子）・父（演：山崎潤）。社交ダンス部副部長。実質のもう1人の主人公で、物語の回想ナレーションは彼が語っている。
親友である叶夢の事が好きで、彼を追って灯愛高校に入学したが、最終回で自分のもともとの志望校に転学した。
緑のおばさん→親戚の女の子→叶夢と、本人曰く『好きになってはいけない人』を好きになってしまう体質。
成田 静也（なりた しずや）
演 - 前田公輝
レイのパートナーで、ドM。イケメンでナルシスト。汗っかき。
見城 瞳（けんじょう ひとみ）
演 - 朝倉あき
一樹のパートナーで、社交ダンス部部長。弟が3人いて、誰に対しても面倒見が良く責任感も強い。
二年前に母親を癌で亡くし、多忙な父に代わり弟の面倒や家事をこなしている。
早々に一樹の秘密を見抜く。
鈴村 レイ（すずむら レイ）
演 - 加藤みづき
静也のパートナーで、ドS。潔癖症で、常にスプレーとウエットティッシュを携帯している。
家庭教師の音大生と付き合っていて、妊娠してしまった。
稲井 信太郎（いない しんたろう）
演 - 法月康平
真帆のパートナー。父・母（演：渡辺杉枝）・姉の4人家族。
姉（演：高瀬友規奈）は、高校を中退してから家族に暴力を振るうようになり、家庭内暴力が起きている。
一時は姉へ殺意を抱くも、舞の言葉や真帆への想いから、愛をもって姉と接する事を決意する。
亀田 真帆（かめだ まほ）
演 - 夏目鈴
信太郎のパートナー。元・陸上部。
顧問の古谷に反発した事によって、陸上部を辞めさせられてしまう。
それからは、古谷と陸上部員達にずっと因縁をつけられてきた。
一時は自殺願望を抱くも、信太郎の説得により、一樹が学校を辞めた後、陸上部に戻り、他の部員とも再び打ち解け、前向きに生きるようになる。
長崎 きよし（ながさき きよし）
演 - 柳沢太介
可奈のパートナー。実家は葬儀屋。物語中、パートナーに初めて恋愛感情を抱いた男子。
可奈のアイコラを作り、校内の男子への風当たりを強めた最初の人物。家族は母・美津子（演：鈴木美恵）がいる。
西川 叶夢（にしかわ とむ）
演 - 森崎ウィン
永璃のパートナー。悩みがないことが悩みの明るい性格。生で舞のTバック姿を見るのが夢。
名前の通り【夢が叶う】と信じている。真っ先に友達を庇うが美味く纏められないため、一樹に助けを求める。演説癖がある。
吉澤 可奈（よしざわ かな）
演 - 柳生みゆ
きよしのパートナー。自分に自信がなく、仲間はずれにさられたくないからと、女子グループの使い走りにされていた。
真行寺 夏芽（しんぎょうじ なつめ）
演 - 三浦葵
生徒会長。
瞳に恋愛感情を抱いていて、中等部のとき生徒会員だった彼女にキスしようとしたが拒絶され、それ以降社交ダンス部含め彼女に何かと干渉してきた。
瞳への想いは断ち切れていない様子で、一樹に嫉妬心を抱いている。
エリカ
演 - 梶原ひかり（第1話、第9話）
マー君
演 - 松本寛也（第2話、第6話）
古谷
演 - 丸山智己（第4話）
灯世
演 - 夏未エレナ（第8話、第9話、第10話）
影山の別れた娘。不登校児であった。
影山 盟子（かげやま めいこ）
演 - 伊藤蘭
校長代理。口癖は「ズボンを上げなさい!!」、「お忘れにならないように!!」。男子受け入れ反対派で、何かと男子を退学させたがる。 舞の高校時代の担任教師。 第8話で、舞の起こした問題等で責任を取った氷室に代わり、自らが校長となった。
見城 良太
演 - 溝口琢矢（第5話、第7話）
瞳の弟。長男。喧嘩早い。
見城 健太
演 - 石田愛希（第5話、第7話）
瞳の弟。 次男。 喘息。
見城 勇太
演 - 中村柊芽（第5話、第7話）
瞳の弟。三男。保育園通い。

## スタッフ
- 脚本：遊川和彦
- プロデューサー：大平太、桑原丈弥、井上竜太（ホリプロ）、太田雅晴（5年D組）
- 演出：猪股隆一、木内健人、石尾純、日暮謙
- 音楽：福島祐子、髙見優
- 音楽プロデュース：志田博英
- 美術デザイン：高野雅裕、柳谷雅美
- 技術協力：NiTRo
- 美術協力：日テレアート
- 製作協力：5年D組、ホリプロ
- 製作著作：日本テレビ

## 放送日程
| 各話                                                     | 放送日  | サブタイトル                        | 演出     | 視聴率 |
| -------------------------------------------------------- | ------- | ----------------------------------- | -------- | ------ |
| 1限目                                                    | 7月15日 | なぜ、ひとりHするの?                | 猪股隆一 | 9.9%   |
| 2限目                                                    | 7月22日 | なぜ、あんな人を好きになっちゃうの? | 猪股隆一 | 6.1%   |
| 3限目                                                    | 7月29日 | デキちゃったらどうするの?           | 木内健人 | 6.9%   |
| 4限目                                                    | 8月5日  | なぜ、命は大切なの?                 | 石尾純   | 5.4%   |
| 5限目                                                    | 8月12日 | なぜキスしたいの?                   | 猪股隆一 | 4.7%   |
| 6限目                                                    | 8月19日 | 好きなの? ヤリたいの?               | 木内健人 | 7.0%   |
| 7限目                                                    | 8月26日 | なぜ愛は人を狂わせるの?             | 石尾純   | 5.6%   |
| 8限目                                                    | 9月2日  | どうしたら愛はとどくの?             | 日暮謙   | 7.1%   |
| 9限目                                                    | 9月9日  | 愛は世界を変えられるの?             | 木内健人 | 5.6%   |
| 最後の授業                                               | 9月16日 | 何のために僕たちは生きていくの?     | 猪股隆一 | 5.9%   |
| 平均視聴率6.4%（視聴率は関東地区・ビデオリサーチ社調べ） |         |                                     |          |        |

- 『火曜ドラマ』始まって以来初めて視聴率が全放送回、平均ともに1桁台であった。